# Obergünzburg
Obergünzburg – gmina targowa w południowych Niemczech, w kraju związkowym Bawaria, w rejencji Szwabia, w regionie Allgäu, w powiecie Ostallgäu, siedziba wspólnoty administracyjnej Obergünzburg. Leży w Allgäu, około 18 km na północny zachód od Marktoberdorfu.

## Demografia
| Rok  | Liczba mieszk. |
| ---- | -------------- |
| 1970 | 5 006          |
| 1987 | 5 476          |
| 2005 | 6 442          |

## Polityka
Wójtem gminy jest Lars Leveringhaus z CSU, jego poprzednikiem na tym stanowisku był Herbert Schmid. Rada gminy liczy 20 osób.
|      | CSU | SPD | FWG | Zieloni | Razem |
| 2008 | 9   | -   | 8   | 3       | 20    |
| 2002 | 9   | 3   | 7   | 1       | 20    |